# ボリナオ語
ボリナオ語(Bolinao)は、フィリピンの一部で話される言語。ルソン島中部のパンガシナン州の一部で話されている。話者は5万人以下で存続が危ぶまれる。

## 言語名別称
- Bino-Bolinao
- Binubolinao
- Binubulinao
- Bolinao Sambal
- Bolinao Zambal
- Bulinaw
- Sambal Bolinao